# Sofja Smirnowa
Sofja Aleksandrowna Smirnowa (ros. Софья Александровна Смирнова; ur. 1 lutego 1988 w Mieżdurieczensku) – rosyjska narciarka dowolna specjalizująca się w skicrossie. W 2013 roku wystąpiła na mistrzostwach świata w Voss, zajmując 30. miejsce. Na rozgrywanych dwa lata później mistrzostwach świata w Kreischbergu zajęła 21. miejsce. Najlepsze wyniki w Pucharze Świata osiągnęła w sezonie 2014/2015, kiedy to zajęła 35. miejsce w klasyfikacji generalnej, a w klasyfikacji skicrossu była dziewiąta. Nie startowała na igrzyskach olimpijskich.

## Osiągnięcia

### Mistrzostwa świata
| Miejsce | Dzień       | Rok  | Miejscowość | Konkurencja | Zwycięzca        |
| ------- | ----------- | ---- | ----------- | ----------- | ---------------- |
| 30      | 10 marca    | 2013 | Voss        | Skicross    | Fanny Smith      |
| 21.     | 25 stycznia | 2015 | Kreischberg | Skicross    | Andrea Limbacher |

## Puchar Świata

### Miejsca w klasyfikacji generalnej
- sezon 2011/2012: 92.
- sezon 2012/2013: 227.
- sezon 2014/2015: 35.
- sezon 2015/2016: 53.

#### Miejsca na podium w zawodach
1. Arosa – 7 lutego 2015 (skicross) – 3. miejsce